# Parque Prefeito Mário Covas
O Parque Prefeito Mário Covas é um parque da cidade de São Paulo, localizado na Avenida Paulista, inaugurado em 24 de janeiro de 2010. Possui uma área de 5,4 mil metros quadrados. A obra foi custeada pelo Banco Itaú sendo avaliada em R$700 mil.

## História
Esse endereço foi residência oficial do intelectual das letras, René Thiollier. Seu pai, Alexandre Honoré Marie Thiollier construiu a casa de campo em 1903. A família morava na Rua XV de Novembro, 60, onde existiu a primeira Livraria de São Paulo, a Casa Garraux. Em 1909, com problemas de saúde vai para Europa se tratar e aluga a "Villa Fortunata" nome em homenagem a sua mulher. Aluga a casa para uma família com três filhos e o quarto filho a caminho nasceu na Villa Fortunata e o chamaram de Roberto Burle Marx, paisagista. Por quatro anos a família Marx alugou a Villa e em 1912, o pai do pequeno Burle Marx, que possuía um curtume, faliu e se mudou para Rio de Janeiro, onde foram morar com parentes. 
Em 1913, faleceu o pai de Rene Thiollier e o mesmo se mudou nesse mesmo ano para a Villa juntamente com sua mulher e sua mãe. Residiu de 1913 a 1968, até a sua morte. Por 55 anos a Villa Fortunata foi palco de grandes encontros com intelectuais, saraus, jantares, etc. Nesse local foi a posse de Altino Arantes para presidente da Academia Paulista de Letras, por lá passaram grandes nomes como a nossa "Mãe do Modernismo" Anita Malfatti, Mário e Oswald de Andrade, Tarsila do Amaral, Menotti Del Picchia, Monteiro Lobato que foi casado com Purezinha (prima direta de Rene Thiollier) e muitos nomes que fizeram a história da capital paulista.
A área verde do Parque, que se constituía no bosque existente na "Villa Fortunata", só assim permaneceu desde a morte de René Thiollier porque seus filhos, o advogado Alexandre Honoré Marie Thiollier e a artista plástica Nazareth de Carvalho Thiollier impuseram, por escritura pública, um gravame sobre toda a área verde do imóvel e que impediu que o avanço imobiliário da Avenida Paulista se consolidasse sobre aquela área, deixando um importante legado de preservação ambiental para a Cidade.